# Aceituna
Aceituna (extremadurai nyelven Azituna) település Spanyolországban, Cáceres tartományban. Aceituna Montehermoso, Pozuelo de Zarzón, Santa Cruz de Paniagua, Santibáñez el Bajo és Valdeobispo községekkel határos. Lakosainak száma 581 fő (2024).

## Népesség
A település népessége az elmúlt években az alábbi módon változott:
| Lakosok száma | 701  | 645  | 618  | 617  | 620  | 615  | 627  | 607  | 587  | 581  |
|               | 2001 | 2004 | 2006 | 2009 | 2011 | 2014 | 2016 | 2019 | 2021 | 2024 |